# Domar (underdistrikt i Bangladesh)
Domar är ett underdistrikt i Bangladesh. Det ligger i den nordvästra delen av landet, 300 km nordväst om huvudstaden Dhaka.
Trakten runt Domar består till största delen av jordbruksmark. Runt Domar är det tätbefolkat, med 947 invånare per kvadratkilometer.